# 庫班國立技術大學
库班国立技術大学（俄语：Кубанский государственный технологический университет，縮寫：КубГТУ）是位于俄罗斯克拉斯诺达尔的一间大学。

## 历史
创立于1918年6月16日，经过理工学院的一些转变，1943年建立了一所克拉斯诺达尔食品产业学院。1963年克拉斯诺达尔食品产业学院转化为克拉斯诺达尔理工学院。1993年11月从克拉斯诺达尔国立理工学院升格为工艺大学。

## 院系设置
- 食品和加工业学院
- 石油，天然气和能源学院
- 计算机系统和信息安全学院
- 建筑和运输基础设施学院
- 力学，机器人学，运输和技术系统工程学院
- 经济学，管理和商业学院
- 基础科学学院
- 工程和技术学院

阿尔马维尔机械工艺学院和新罗西斯克理工学院是库班工艺大学的分院。